# ピサ大学
ピサ大学（ピサだいがく、Università di Pisa）はイタリアで最も歴史の古い大学の一つである。1343年9月3日にクレメンス6世 (ローマ教皇)の勅令によって設立された。大学には、1544年に設立されたヨーロッパ最古の学術植物園であるピサ植物園（Orto botanico di Pisa) がある。
ピサ大学は、ピサ高等師範学校、聖アンナ高等師範学校 (Scuola superiore di studi universitari e di perfezionamento Sant'Anna) とともにピサ大学システム (Pisa University System) とよばれるイタリア研究機関の一つを形成している。しかし、ピサ高等師範学校 、聖アンナ高等師範学校とは全く別の教育研究機関である。
なお、ピサ高等師範学校はイタリアの研究機関の中で第1位にランキングされ、ヨーロッパの主要大学の中でも常に30位以内に位置している。
ピサ大学では、幅広い分野でさまざまな教育、研究が行われているが、特に自然科学と工学分野で提供されている学士、修士および博士課程のコースが有名である。ピサの大学のコンピュータサイエンスのコースは、1960年代にイタリアで最初に開設された。また、航空宇宙工学修士課程のコース（EuMAS、MSSE）は英語で提供されるイタリアで初めてのコースであった。
学生数は57000人（学部生と修士課程53000人、博士課程と専門研究課程の学生3500人）である。

## 歴史
ピサ大学は公式見解では1343年に設立されたとされている。しかし、一部の学者らによると、その起源は11世紀にまでさかのぼる。ピサ大学の前身である ‘Studium' の最古の証拠は、有名な方学者であったラニエリ・アルセンディがボローニャからピサに移った1338年に遡る。彼は、民法（法体系）の講師であったバルトロ・ダ・サッソフェッラートと共に、市から給与を貰い、公開講義を行っていた。ローマ教皇クレメンス6世により付与された1343年9月3日の勅書 ‘In supremae dignitatis' において、ピサの ‘Studium' は、ローマ教皇と帝国によって承認された機関である ‘Studium Generale' であると認められた。 
初期の講義科目は神学、民法、教会法（カトリック教会）や医学であった。1355年にはダンテの神曲の有名な解説者フランチェスコ・ダ・ブーティが ‘Studium' で教え始めた。
ピサとその ‘Studium' は15世紀に入るころに危機を迎えた。フィレンツェによる征服のために1403年には大学が閉鎖された。その後、ロレンツォ・デ・メディチの力より、ピサの ‘Studium' は1473年に体系的な発展を再開し、講義のための建物の建設が1486年に始まった。後に宮殿 Palazzo della Sapienza（知識の建築）として知られることになる建物は14世紀の広場 Piazza del Grano に位置していた。この広場につながる Dell’Abbondanza （豊穣の門）の上に設置されたケルビムの像は、現在でもピサ大学のシンボルになっている。
フィレンツェに対する反乱（1494年）とそれに続くイタリア戦争により、ピサの ‘Studium' は衰退し、ピストイア、プラート、フィレンツェに移された。その後1543年11月1日、メディチ家のコジモ1世の支配下でピサ大学はようやく再開された。
1545年の法令によりピサ大学の質は発展の一途をたどり、ヨーロッパの最も著名な教育研究機関の一つとなった。当時 ‘Semplici' （植物学）の分野のチェアは、世界初の学術植物園を創設したルカ・ギーニが務め、次いで植物の科学的分類法の先駆者であり、しばしば血液循環説の発見者とされるアンドレア・チェザルピーノが務めた。またガブリエル・ファロッピオやマルチェロ・マルピーギが解剖学や医学を教えていた。 ガリレオ・ガリレイは、ピサに生まれてピサで学び、1589年にピサ大学の数学の教授に就任した。
国家機関としての大学の役割は、メディチ家がトスカーナ大公国を支配した時代にさらに発展した。公国の保護主義的政策は、学者や教師のうち、一貫性のある中心的な者たちを保護した。コジモ1世によって発布された法律により、学位を取得することを目的とする人々はピサ大学に出席することが義務づけられた。この期間はとりわけ法学と医学の分野において輝かしい数々の講義が行われた。
大学の発展はメディチ家の断絶後のロレーヌ家支配の下でも続いた。メディチ家の計画によって開始された天文観測所の建設が完了し、大学図書館は重要な出版物で満たされ、植物園と自然科学博物館が発展した。また実験物理学や化学といった新たな学科が設置された。
トスカーナのナポレオン帝国への併合により、ピサ大学は帝国アカデミーへと変わった。これにより、ピサ大学はパリ大学の分校となり、コースや学習プログラムはフランスの教育モデルに従って構成されるようになった。フランス式の試験、学位、卒業論文のシステムが導入され、同時に5つの新しい学部（神学、法律、医学、科学、文学）が設置された。1839年から1840年におけるディレクターガエターノ・ジョージーニは学部数を6つ（神学部、法学部、文学部、医学部、数学部、自然科学部）に上げることで、ピサ大学の歴史上最も重要な改革をもたらした。特に、世界で初めて農学部が設置され、世界初の羊の飼育が行われた。1851年の再復興の際、トスカーナのレオポルド2世は、経済的・政治的な理由のため、ピサ大学とシエナ大学を統合させた。神学部と法学部はシエナに残り、文学部、医学部、数学部、自然科学部がピサに残った。1859年フィレンツェの暴動とレオポルド2世の逃亡により設置された仮の政府による早々の措置により、これら全6学部はピサに返還された。
イタリア王国の誕生で、ピサ大学は国家の最も著名な文化機関のひとつとなった。19世紀後半から20世紀前半にかけて、弁護士フランチェスコ・カラーラとフランチェスコ・ブォナミーチ、言語学者ドミニク・コンパレッティとジョヴァンニ・ダンコーナ、歴史学者パスクアーレ・ビラリとジョアッキーノ・ヴォルペとルイジ・ルッソ、哲学者ジョヴァンニ・ジェンティーレ、経済学者ジュゼッペ・トニオーロと数学ウリッセ・ディーニとアントニオ・パチノッティなどの著名な人物がピサで講義を行った。また、ヨーロッパで最初の歴史言語学研究所が1890年ピサに設立された。ファシズムが国を支配していた期間、ピサ大学は政治的な議論と反ファシスト組織の活発な拠点になっていた。
第二次世界大戦後、ピサ大学は先進的な研究機関に戻った。戦争に先駆けて設置された工学部と薬学部に加え、経済学部、外国語学部、文学部、政治学部が設置された。現在、ピサ大学には11学部、57学科が設置され、とりわけ農学、宇宙物理学、コンピュータサイエンス、工学、数学医学、獣医学の分野での高度な研究で知られている。さらに、ピサ大学は、国立研究評議会の他、世界中のさまざまな文化機関と密接な交流があり、産業、とりわけ1960年代から70年代の間にピサ大学で発展した情報技術において重要な役割を担っている。
一方、ピサ高等師範学校は1813年が、パリ高等師範学校の分校としてナポレオンによって設立された。前述のようにピサ高等師範学校はピサ大学とは全く別の大学である。ナポレオン帝国崩壊後も、この新しいシステムは残り続けた。今日でもピサ高等師範学校は、複数のノーベル賞受賞者や首相を輩出するなど、イタリアで最も高度な教育と研究の中心地としての地位を確立している。

## ランキング
ピサ大学システムランキング :
- Academic Ranking of World Universitiesでは、ピサ大学システムはイタリアで第1位、ヨーロッパの大学でも30位以内にランクインされている。[3]
- Times Higher Education-QS World University RankingsによるとScuola Superiore Sant'Annaはイタリアの最も重要な教育機関の一つである (Top universities and specialisms),[4][5][6]
- Times Higher Education World University RankingsではSant'Anna School of Advanced StudiesはScuola Normale Superioreと共に、イタリアのトップ6高等教育機関うちのリーディング機関と紹介されている。[7]
- QS World University Rankingsによると、ピサ大学システムの"Invest Your Talent in Italy"というイニシアチブ[8]がイタリアの大学院プログラムを世界レベルに高めた。
- European Research Ranking すなわち欧州委員会から公開されたデータに基づいてランク付けすると、ピサ大学システムはイタリアで最高であり、欧州研究機関の中で最高のパフォーマンスを発揮している。[9]

## 主な卒業者
- ガリレオ・ガリレイ
- クレメンス12世 (ローマ教皇)
- チェーザレ・ボルジア
- ジョズエ・カルドゥッチ
- ジョヴァンニ・パスコリ
- ジョヴァンニ・ジェンティーレ
- ジョヴァンニ・グロンキ
- エンリコ・フェルミ
- カルロ・アツェリオ・チャンピ
- サビーノ・カセーゼ
- ピエトロ・チターティ
- カルロ・ルッビア
- パオロ・マッキャリーニ
- ジョバンニ・チェバ

## ギャラリー

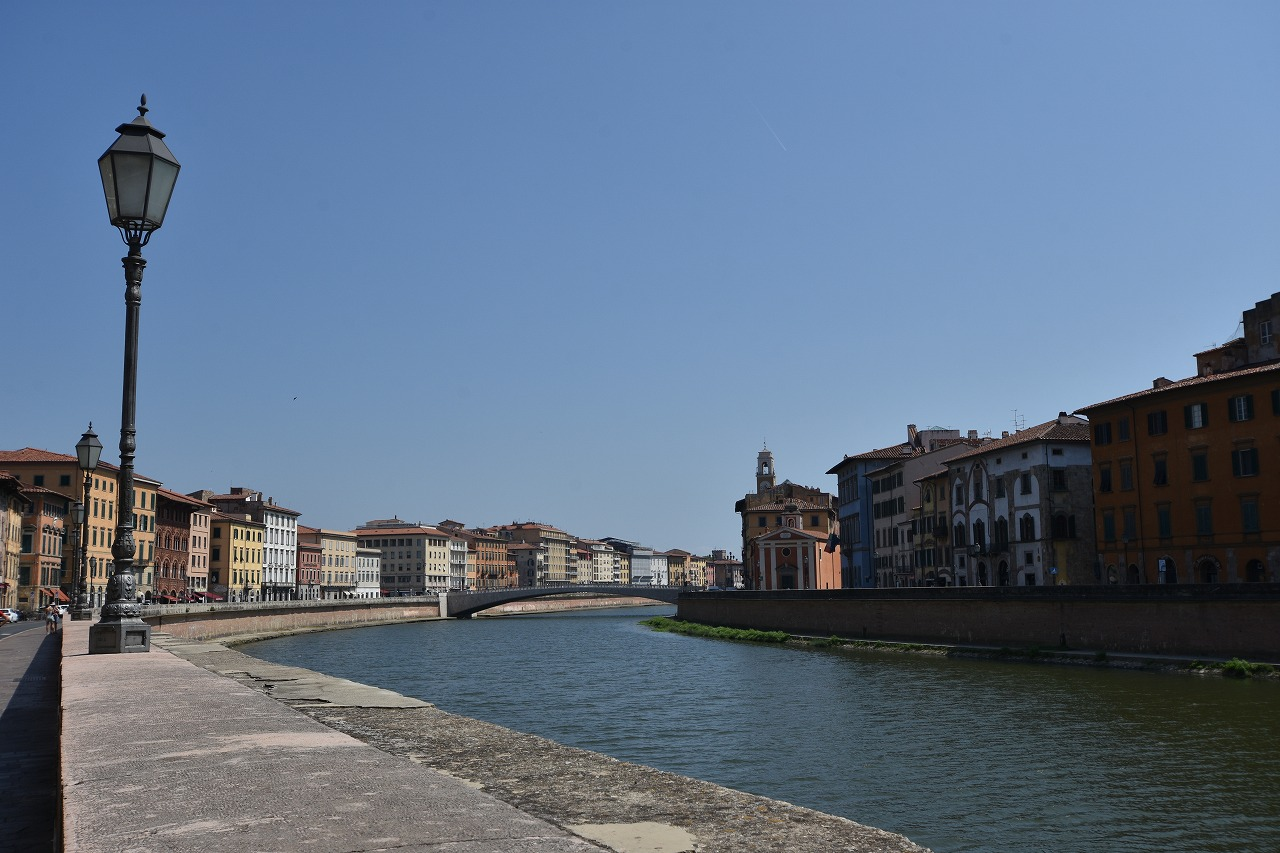
メッツォ橋とピサの街並み
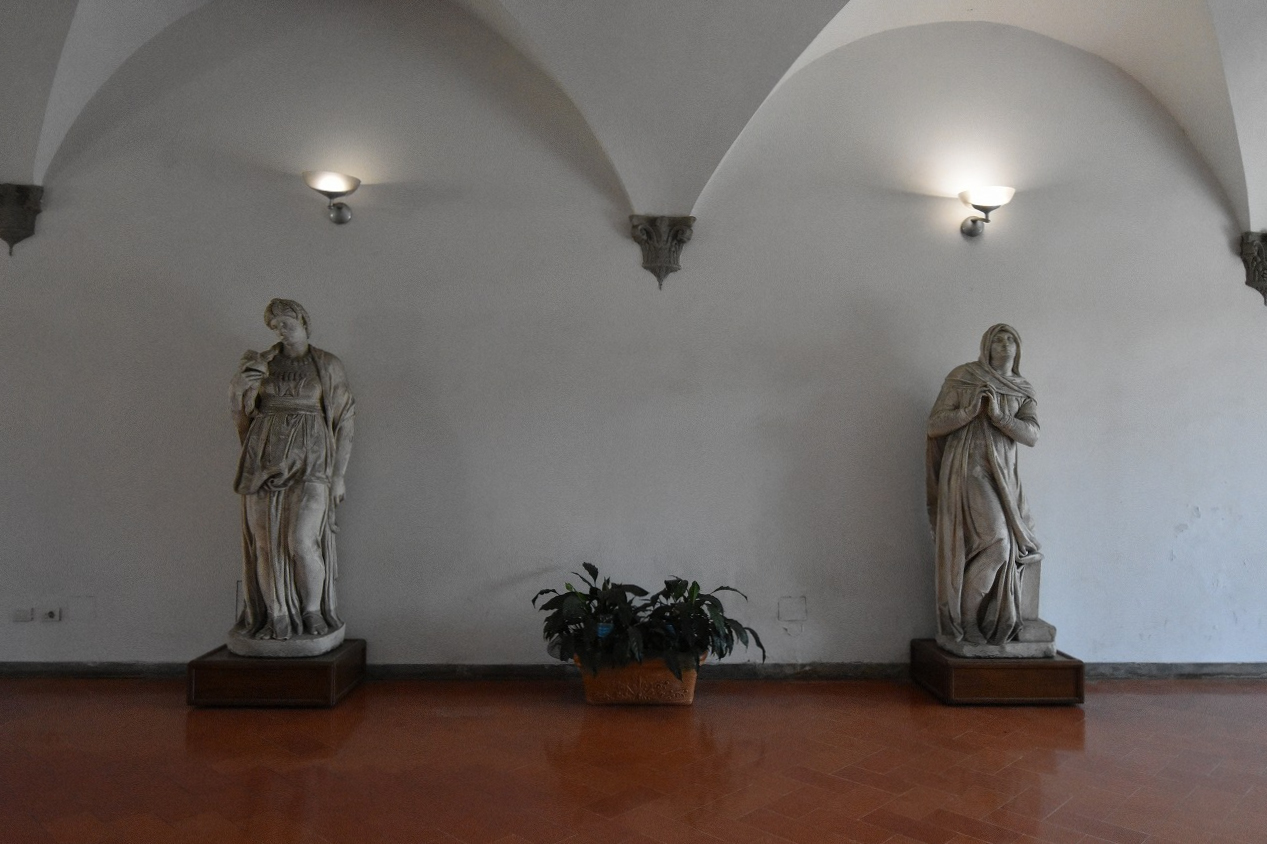
エントランスに飾られている彫像
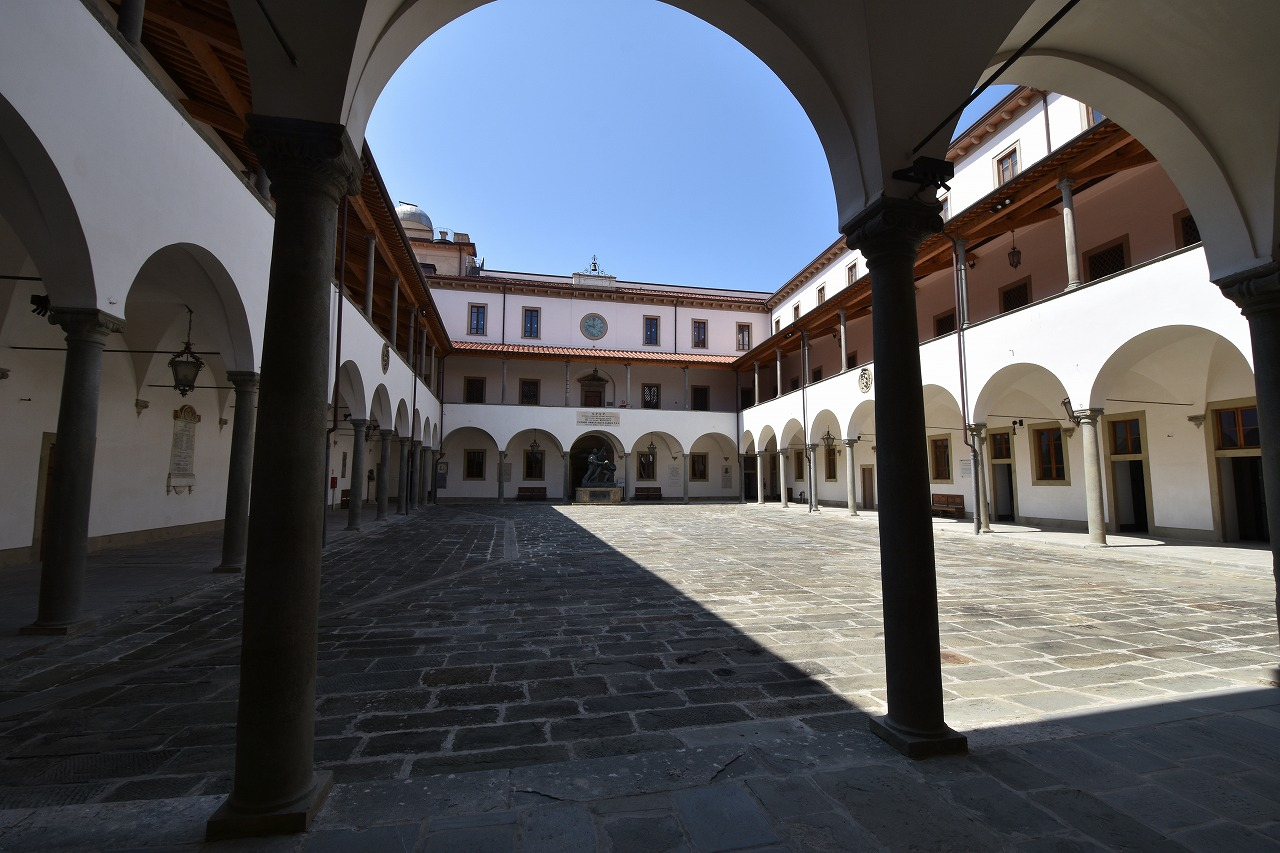
キャンパスの様子